# B’nai B’rith (Polska)
Żydowskie Stowarzyszenie B’nai B’rith w Rzeczypospolitej Polskiej (B’nai B’rith – Loża Polin) – międzynarodowa organizacja założona w Polsce 22–23 października 1922 w Krakowie jako XII okręg polski, będąca filią międzynarodowych stowarzyszeń B’nai B’rith – najstarszej, nieprzerwanie działającej organizacji żydowskiej na świecie.
Stowarzyszenie powstało na bazie wcześniejszych organizacji działających w Galicji. Pierwszym prezydentem sekcji polskiej został dr Adolf Ader z Krakowa, natomiast wiceprezydentem urodzony w Przemyślu Moses Schorr, wcześniej pełniący funkcję prezydenta XII okręgu Leopolis. Do chwili rozwiązania organizacji w roku 1938 przez władze polskie, skupiała kilkuset członków będących przedstawicielami elity intelektualnej ówczesnej Polski.
B'nai Brith została restaurowana ponownie w Polsce 9 września 2007. Obecnie nosi nazwę B’nai B’rith – Loża Polin. Głównymi ojcami odrodzenia tej organizacji w Polsce są Michel Zaki z Antibes oraz Witold Zyss z Paryża.
Siedziba stowarzyszenia znajduje się w Warszawie, w budynku Związku Gmin Wyznaniowych Żydowskich, przy ulicy Twardej 6.

## Działalność w Polsce
Pierwsza loża na ziemiach polskich powstała w 1883 roku w Katowicach „Concordia”, wówczas na terenie Królestwa Prus. Kolejne w Poznaniu (1885), Bielsku „Austria-Ezra” (1889), Krakowie (1892), Lwowie (1899) i Chorzowie (1903). Loże te należały do dystryktu VIII, obejmującego Niemcy lub X obejmującego Austro-Węgry.
Po odzyskaniu niepodległości przez Polskę, w 1924 roku utworzono polski dystrykt XIII z siedzibą w Krakowie. W 1922 roku powstała loża w Warszawie, a w 1926 w Łodzi. Według danych „Książki adresowej” członków B’nai B’rith, wydanej w Krakowie w 1937 roku, istniało wtedy w Polsce dziesięć lóż, do których należało 934 członków. Istniały także loże kobiece i związki młodzieżowe.
B’nai B’rith w Polsce organizowało pomoc medyczną i materialną dla polskich ofiar i poszkodowanych podczas I wojny światowej. Dzięki pomocy Jointu prowadziło kasy pożyczek bezprocentowych. Oprócz tego wspierała finansowo szkoły hebrajskie oraz osadnictwo rolnicze w Palestynie, prowadziło szkolenia dla przyszłych emigrantów oraz objęło mecenatem żydowskich artystów. Mimo neutralności politycznej, organizacja popierała program Organizacji Syjonistycznej w Polsce oraz obóz sanacyjny.
Dekretem Prezydenta Rzeczypospolitej Ignacego Mościckiego z dnia 22 listopada 1938 roku B’nai B’rith w Polsce została rozwiązana z uwagi na jej powiązania z masonerią. Znacznie dłużej (mimo rządów Hitlera) istniały loże w miastach niemieckich, które w 1945 roku przyłączono do Polski (Wrocław).
Po zakończeniu II wojny światowej, jak i bezpośrednio po upadku komunizmu w Polsce działalność B’nai B’rith nie została reaktywowana. Polska była wówczas jedynym krajem w Europie Środkowo-Wschodniej, gdzie nie działała ta organizacja.

### Członkostwo
Członkiem może zostać osoba fizyczna, która ma i deklaruje tożsamość żydowską, świecką bądź religijną, opartą na pochodzeniu żydowskim (z ojca lub matki) lub na konwersji na judaizm.

### Prezesi
- 1924–1937: Leon Ader[5][6][7] (w 1937 jednocześnie prezes honorowy)[8]
- 1937–1938: Ludwik Rattler
- 2007–2009: Andrzej Friedman
- 2009–2014: Jarosław Józef Szczepański
- od 2014: Sergiusz Kowalski

### Zarząd
Lata 2007–2009:
- Przewodniczący: Andrzej Friedman
- Wiceprzewodniczący: Jan Woleński
- Sekretarz: Malka Karolina Kafka
- Skarbnik: Agnieszka Milbrandt
- Członek zarządu: Sergiusz Kowalski

od 22 lutego 2009:
- Przew.: Jarosław Józef Szczepański
- Wiceprzewodniczący: Jan Woleński
- Sekretarz: Jonathan Britmann
- Skarbnik: Agnieszka Milbrandt
- Członek zarządu: Sergiusz Kowalski

od 12 lutego 2012
- Przew.: Jarosław Józef Szczepański
- Wiceprzewodniczący: Jan Hartman
- Sekretarz: Zofia Jankiewicz
- Skarbnik: Agnieszka Milbrandt
- Członek zarządu: Henryk Kozłowski

od 21 września 2014
- Przewodniczący: Sergiusz Kowalski
- Wiceprzew.: Henryk Kozłowski
- Sekretarz: Zofia Jankiewicz
- Skarbnik: Łukasz Biedka
- Członek zarządu: Piotr Nawrocki